# Scott Bain
Pour les articles homonymes, voir Bain.
Scott Bain, né le 22 novembre 1991 à Édimbourg, est un footballeur écossais, qui évolue au poste de gardien de but au sein du club de Celtic.

## Biographie
En mai 2016, il est présélectionné en équipe d'Écosse par Gordon Strachan.
Le 31 janvier 2018, il est prêté au Celtic jusqu'à la fin de la saison. A la fin de la saison, il les rejoint de manière permanente.

### En équipe nationale
Il reçoit sa première sélection en équipe d'Écosse  le 2 juin 2018 en amical contre le Mexique.

## Palmarès
Alloa Athletic
- Scottish Third Division (D4) (1)
  - Champion  en 2012

 Celtic Glasgow
- Championnat d'Ecosse de football (3)
  - Champion en 2018, 2019 et 2022

### Distinctions personnelles
- Membre de l'équipe-type de la Scottish Premier League en 2016